# Жиряково
Жиря́ково (рос. Жиряково) — присілок у складі Армізонського району Тюменської області, Росія.
Населення — 194 особи (2010, 214 у 2002).
Національний склад станом на 2002 рік:
- росіяни — 94 %